# Сънданс (кинофестивал)
Филмовият фестивал „Сънданс“ (на английски: Sundance Film Festival) е ежегоден кинофестивал, организиран от 1978 година от организацията „Сънданс Инститют“ в Юта, Съединените американски щати.
Фестивалът се провежда през януари в градовете Парк Сити и Солт Лейк Сити и в ски курорта „Сънданс“ и често е използван за представяне на нови американски и чуждестранни независими филми. Включва състезателен раздел за американски и чужди художествени и драматични филми и няколко несъстезателни раздела. „Сънданс“ е най-големият фестивал за независимо кино в Съединените щати с около 423 хиляди зрители (на място и онлайн) през 2023 година.
Фестивалът е наименуван на героя Сънданс Кид от филма „Буч Касиди и Сънданс Кид“. В програмата му се подбират основно американски независими филми (игрално и документално кино), като също така има и чуждоезикова програма. Счита се за един от най-значимите кино фестивали в световен мащаб. Множество известни режисьори правят дебюта си именно в Сънданс, като сред тях са Кевин Смит, Братя Коен, Куентин Тарантино, Робърт Родригес, Пол Томас Андерсън, Джим Джармъш, Стивън Содърбърг, Дарън Аронофски и други. Благодарение на фестивала множество независими продукции получават световна известност – някои от тях са „Убийствен пъзел“, „Проклятието Блеър“, „Продавачи“, „Дони Дарко“, „Мис Слънчице“, и други.